# Eurytoma mayri
Eurytoma mayri är en stekelart som beskrevs av William Harris Ashmead 1887. Eurytoma mayri ingår i släktet Eurytoma och familjen kragglanssteklar. Arten är reproducerande i Sverige. Inga underarter finns listade i Catalogue of Life.